# 1903 Adzhimushkaj
Az 1903 Adzhimushkaj (ideiglenes jelöléssel 1972 JL) a Naprendszer kisbolygóövében található aszteroida. Tamara Szmirnova fedezte fel 1972. május 9-én.